# 슈퍼 홍길동 2
"공초 도사와 슈퍼 홍길동 2"은 서울동화프로덕션으로 1988년에 제작된 영화이다.

## 상영 정보
- 극장개봉 : 1988년 12월 1일
- 비디오 출시명 : 1989년 11월 20일 (VHS, 백록비디오프로덕션)

## 등장 인물

### 주인공
- 홍길동 : 김정식

그러나 한양으로 떠나가던 중, 공초도사를 만나서 혼나게 된다. 동물을 변신하기도 하지만, 곱단이와 똘이를 만나 용서를 하지만 죄값을 치르게 된다. 결국 무사들에게 싸움을 당한다.
- 공초도사 : 임하룡

홍길동의 스승. 길동에게 훌륭하게 무술을 수련시킨다.
- 곱단이 : 이혜진

홍길동의 사제이자, 똘이의 누나. 그러나 변진문의 의해 납치를 당한다.
- 똘이 : 이규민

곱단이의 남동생.

### 주변 인물
- 만복 : 국정환

홍길동의 친구. 어릴때 보약을 잘못먹어서 배에서 강한 열이 난다. 팽가란의 의해 복수를 당한다.
- 변진문 : 권일수

일본에서 밀수하는 불한당이다. 그러나 야마모토에 대한 관심이 있다.
- 야마모토 : 현길수

조선을 삼키려는 야망을 지닌 일본인.
- 변진문 부하 : 김성남
- 팽가란 : 조춘

산적 두목. 마을 사람들에게 악행을 저지르는 사람이다.

### 그 외 인물
- 황춘수
- 강영철
- 이석구
- 김경란
- 오요섭
- 박예숙
- 이재규
- 임수빈
- 정사용
- 김두환
- 황인조
- 김효진
- 정석
- 김재일

## 제작진
- 감독 : 조명화
- 총감독 : 김청기
- 조감독 : 심병섭
- 기록 : 권왕례, 최원호
- 각본 : 조명화
- 촬영부 : 이석현, 임종호
- 촬영 : 정운교
- 조명 : 손영철
- 조명부 : 이상율, 이정호, 양권모, 김석현
- 스틸 : 양기주
- 기획 : 김춘범
- 제작담당 : 김경일
- 제작부장 : 최창돈, 양근복
- 제작 : 김청기
- 제작진행 : 김석
- 녹음 : 김경일, 영화진흥공사 녹음실
- 음악 : 남우영
- 미술 : 조융삼
- 특수효과 : 정도안
- 무술감독 : 권일수
- 분장 : 장인한
- 의상 : 권유진
- 편집 : 박순덕
- 애니메이션 감독 : 윤충국
- 선화 : 장혜란, 박춘옥
- 소품 : 차순하
- 효과 : 양대호
- 현상 : 영화진흥공사

## 협찬
월간우뢰매, 서동문고, 서울동화과학, 카루소의상실, 하비시티완구

## 같이 보기
- 슈퍼 홍길동 시리즈